# Angela Espinoza
Angela Maria Espinoza Toro (4 gennaio 1974) è una schermitrice colombiana.

## Palmarès
In carriera ha conseguito i seguenti risultati:
- Giochi Panamericani:

Rio de Janeiro 2007: bronzo nella spada individuale.